# Przylesie (województwo pomorskie)
Przylesie (dodatkowa nazwa w j. kaszub. Przëlesé) – kolonia w Polsce, w województwie pomorskim, w powiecie kartuskim, w gminie Sierakowice.
Miejscowość leży na Pojezierzu Kaszubskim. Wchodzi w skład sołectwa Szklana.
Do 2023 miejscowość była częścią wsi Szklana.
W latach 1975–1998 Przylesie położone było w województwie gdańskim.